# K-PAX
K-Pax er en amerikansk film fra 2001. Den er instrueret af Iain Softley, og hovedrolleindehaveren er Kevin Spacey.

## Handling
Filmen handler om en mystisk mand, prot (rimer på det engelske ord "goat" og skrives ikke med stort begyndelsesbogstav), der dukker op på Grand Central Station og hævder at han er et rumvæsen. Han bliver indlagt på et psykiatrisk hospital og kommer under medicinering. Da dette tilsyneladende ikke har nogen effekt, begynder han at modtage behandling af psykiateren Mark Powell. Prot fortæller om sit liv på planeten K-PAX. Da han viser sin evne til at se ultraviolet lys og sin enorme viden om astronomi, begynder Powell at tro ham, og begynder for alvor overveje om patienten faktisk kommer fra en fremmed planet eller blot er en sindsforvirret mand. Sandheden afsløres aldrig i filmen.

## Eksterne Henvisninger
- K-PAX på Internet Movie Database (engelsk)
- K-PAX på Filmdatabasen
- K-PAX på Scope
- K-PAX i Svensk Filmdatabas (svensk)
- K-PAX på AlloCiné (fransk)
- K-PAX på MovieMeter (nederlandsk)
- K-PAX på AllMovie (engelsk)
- K-PAX hos American Film Institute (engelsk)
- K-PAX på Turner Classic Movies (engelsk)
- K-PAX på The Movie Database (engelsk)